# Замолодчиков, Александр Борисович
Алекса́ндр Бори́сович Замоло́дчиков (род. 18 сентября 1952, Ново-Иваньково) — советский и американский физик-теоретик. Доктор физико-математических наук. Сотрудник Ратгерского университета, Института теоретической физики им. Л. Д. Ландау РАH и Института проблем передачи информации имени А. А. Харкевича РАН
. Брат-близнец физика Алексея Замолодчикова.

## Биография
Сын доктора технических наук Бориса Ивановича Замолодчикова, главного инженера Лаборатории ядерных проблем ОИЯИ в наукограде Дубна Московской области. Окончил МФТИ. В 1977 году защитил кандидатскую диссертацию на тему «Точная S-матрица квантовой модели Sine Gordon», в 1983 году — докторскую диссертацию на тему «Точно-решаемые модели квантовой теории поля и статистической физики».
С 1977 года работал совместно с А. А. Белавиным и А. М. Поляковым по теории струн в терминах ковариантного интеграла по траектории, классификация двумерных конформных теорий поля в статье «Бесконечная конформная симметрия в двумерной квантовой теории поля». Эти научные труды опубликованные в 1984 году, стали классикой теоретической физики.
С 1990 года преподаватель физики, профессор в Ратгерском университете (Нью-Джерси), где в 2005 году стал почётным профессором. 
С 2016 года — профессор Университета штата Нью-Йорк в Стони-Бруке.
В 2024 году - лауреат Премии по фундаментальной физике .

## Труды
- Теория факторизованных S-матриц была развита братьями Замолодчиковыми в конце 1970-х.[7][8]
- Система уравнений Книжника-Замолодчикова в 1984 году
- Доказательство en:C-theorem в 1986 году
- Предсказал E8 scaling limit solution of the off-critical Ising model in a weak longitudinal field в 1989 году[9]. Через 20 лет его существование было доказано экспериментально[10][11]

### Награды
- Премия Ленинского комсомола в области науки и техники (1980) — за цикл работ по S-матричному подходу к исследованию точнорешаемых моделей КТП
- Стипендия Гуггенхайма (1995)[12]
- Премия Дэнни Хайнемана в области математической физики (1999)
- Действительный член Американского физического общества (1999)[13]
- Blaise Pascal Chair (2005)[14]
- Премия Онсагера (2011)[15]
- Медаль Дирака (2011)[16]
- Член Американской академии искусств и наук (2012)
- Лауреат премии имени И. Я. Померанчука (2014)[17]
- Член Национальной академии наук США (2016)[18][19]
- Премия по фундаментальной физике (2024)